# کینگزبارو کامیونیتی کالج
کینگزبارو کامیونیتی کالج (به انگلیسی:Kingsborough Community College) یا به‌طور مخفف(KBCC) یکی از دانشگاهای شهری نیویورک و تنها کامیونیتی کالج موجود در بروکلین نیویورک است. این دانشگاه با مساحت ۲۸۳٬۰۰۰ متر مربع در منهتن بیچ بروکلین واقع شده‌است. این کالج تنها کالج شهر نیویورک است که دارای ساحل اختصاصی است.

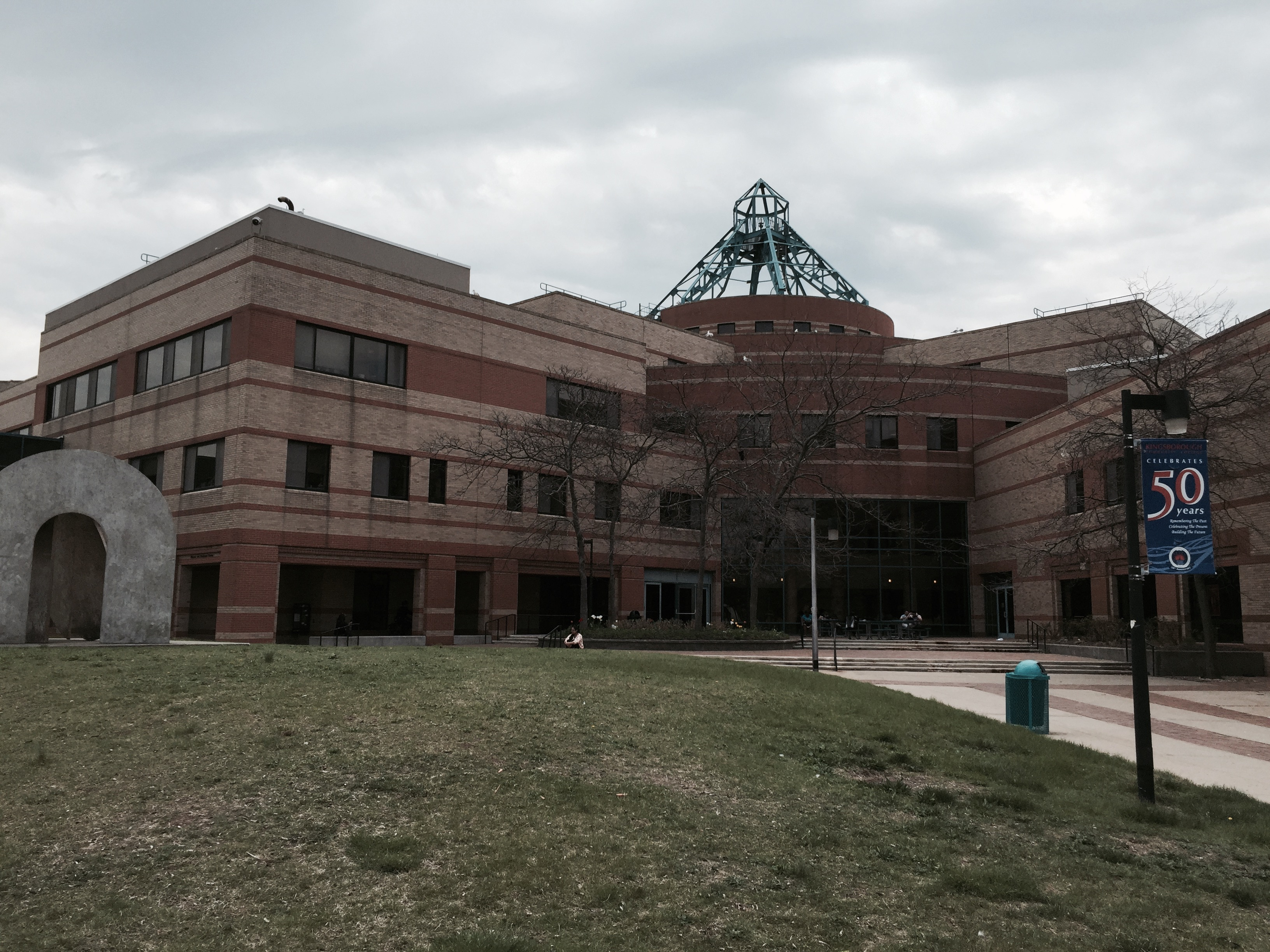
نمایی از ساختمان کتابخانه کینگزبارو

عکسی سراسرنما از ساختمان کتابخانه کینگزبارو

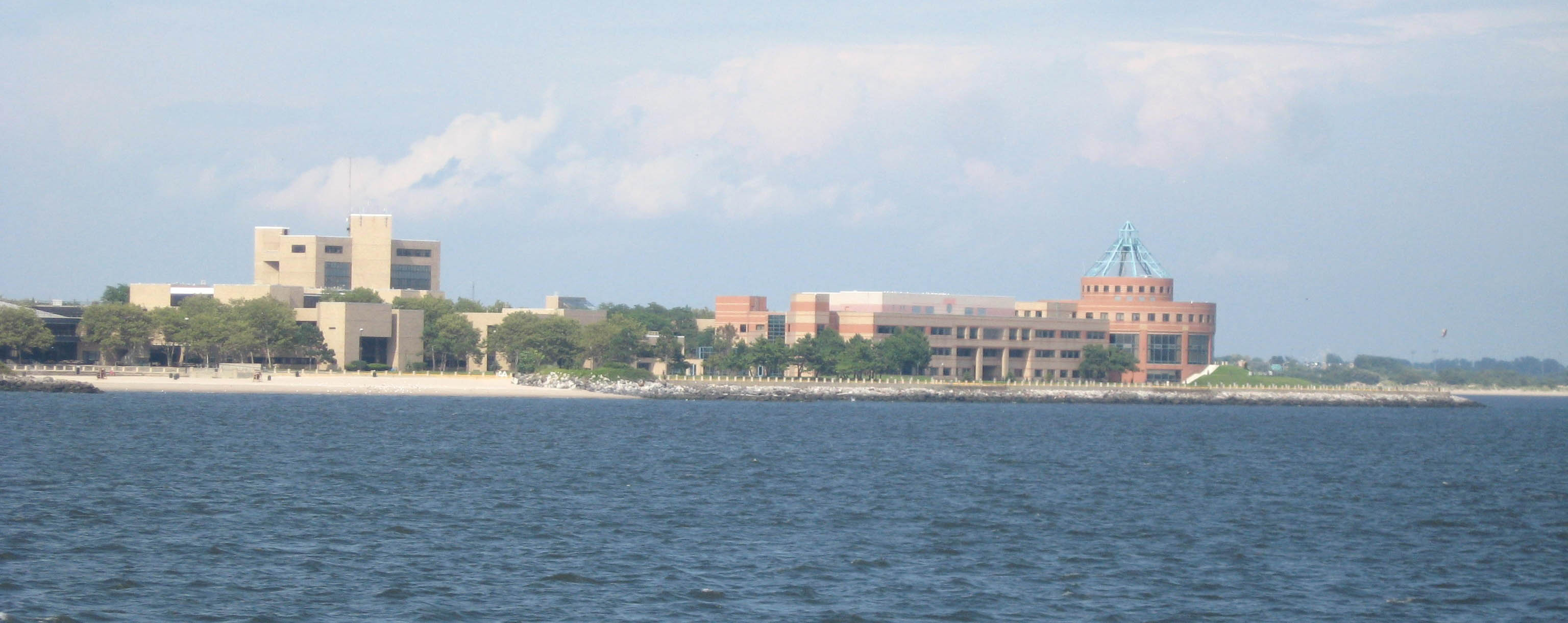
دورنمای پردیس کینگزبارو از اقیانوس

## ورزش
این دانشگاه در انجمن ورزشی کالج ملی جوانان نیز مشارکت دارد. در بخش مردان در رشته‌های بسکتبال بیسبال تنیس و دو و میدانی و در بخش زنان نیز در رشته‌های بسکتبال بیسبال تنیس و دو و میدانی و والیبال دارای تیم است.

## افتخارات و جایگاه
- کینگزبارو در سال ۲۰۱۳ از طرف انجمن اسپن (Aspen Institute) به عنوان یکی از چهار کامیونیتی کالج برتر در کشور شناخته شد.[۲]
- در سال ۲۰۱۱ این دانشگاه توسط انجمن اسپن به عنوان یکی از ۱۲۰ کامیونیتی کالج برتر در کشور شناخته شد.

## دانش‌آموختگان برجسته
- لری سیبروک عضو پیشین شورای شهر نیویورک.[۳]
- جف کوینانگ خبرنگار پیشین شبکه سی‌ان‌ان آفریقا.[۳]
- پیت فالکون بازیکن حرفه‌ای بیسبال تیم‌های نیویورک متس و سانفرانسیکو جایتنز.[۴]
- سید روزنبرگ مجری آمریکایی رادیو[۵]
- اندرو دایس کلی هنرپیشه و استدآپ کمدین.[۵]
- ریدیک بو بوکسور سنگین وزن قهرمان جهان و المپیک.[۶]

## کارکنان برجسته
- دن گریمالدی بازیگر مرد مجموعهٔ تلویزیونی سوپرانوز در شبکهٔ اچ‌بی‌او[۷]